# 河口银莲花
河口银莲花（学名：Anemone hokouensis）是毛茛科银莲花属的植物，是中国的特有植物。分布在中国大陆的云南等地，生长于海拔1,200米的地区，多生于山地，目前尚未由人工引种栽培。